# Leonard De Visch
Leonard De Visch (Aartrijke, 15 november 1888 - Sint-Amandsberg, 29 november 1930) was een Belgisch beeldhouwer. 

## Levensloop
De Visch volgde een opleiding aan de Academie van Gent tussen 1911 en 1913. Hij moest deze echter onderbreken door het uitbreken van de Eerste Wereldoorlog. Tijdens deze oorlog werd hij als krijgsgevangene opgesloten in het kamp van Göttingen, waar ook Jozef Goossenaerts en Staf Bruggen gevangen zaten. Na de oorlog hernam hij zijn studies. 
Leonard huwde Augusta De Corte (1882-1944) en samen hadden ze een dochter Isabella (1922-1969).
De Visch maakte enkele oorlogsmonumenten, maar werd voornamelijk bekend met reliëfs, borstbeelden van beroemdheden en religieuze beelden. Bekende werken van zijn hand zijn De Oorlogsblinde en De Russische Ziel en borstbeelden van historische figuren uit de oudheid en de recentere Belgische geschiedenis
Na zijn overlijden eind november 1930 werd hij begraven op Campo Santo te Sint-Amandsberg.

## Bronverwijzing
- Union List of Artist Names: 500565913
- Virtual International Authority File: 23167199000867632802